# Исторический центр Сан-Марино и гора Титано
Исторический центр Сан-Марино и гора Титано — единственный объект Всемирного наследия ЮНЕСКО на территории государства Сан-Марино, считающегося старейшей из ныне существующих в мире республик. К объекту относятся вершина горы Титано и возникший в период Средневековья исторический центр Сан-Марино, считающейся старейшей из ныне существующих в мире республик.
Формирование территории, отнесённой к понятию «исторического центра Сан-Марино», происходило в три этапа. В конце XIII века был возведён первый ряд стен вокруг базилики на горе Титано и первой из трёх башен; в XIV веке появились вторая и третья башни, а также был построен второй ряд городских стен, что увеличило территорию города, при этом первый ряд стен был отремонтирован; к середине XV века было завершено строительство третьего ряда городских стен, и к этому же времени в новых пределах города появилось большое количество особняков богатых горожан.
Старые здания в республике были взяты под охрану в основном в 1919 году, хотя здание парламента — ещё в 1916 году. Закон о защите исторических памятников был пересмотрен в 1980 году, дополнения к нему были приняты в 1983 году. К охраняемым зданиям относятся, например, францисканский монастырь, монастырь Санта-Кьяра, театр Монте-Титано, базилика Сан-Марино, Дворец правительства.
Объект был включён в список Всемирного наследия в 2008 году. По состоянию на 2014 год, когда состоялась 38-я сессия Комитета Всемирного наследия ЮНЕСКО, остаётся единственным таковым объектом в стране.